# Mayrín Villanueva
Mayrín Villanueva Ulloa (Toluca de Lerdo, 8 de octubre de 1970) es una actriz y comediante mexicana. Es conocida por interpretar al personaje de Silvia Olvera, en la serie Vecinos (2005).

## Biografía
En 1997 se casó con el actor Jorge Poza, con quien trabajó en Mi generación, y en la telenovela Preciosa en 1998. La pareja tuvo dos hijos, Romina y Sebastián, sin embargo se separaron en 2008. En 2009 Mayrín comenzó a salir con el actor Eduardo Santamarina, con quien se casó y ahora tienen una hija juntos, Julia.

## Filmografía

### Telenovelas
- La mentira (1998) - Nicole Belot
- Preciosa (1998) - Claudia Ortiz
- Alma rebelde (1999) - Paula
- Cuento de Navidad (1999-2000) - Espíritu
- Siempre te amaré (2000) - Berenice Gutiérrez
- Amigas y rivales (2001) - Georgina Sánchez
- Aventuras en el tiempo (2001) - Urraca Valdepeña (joven)
- Niña amada mía (2003) - Diana Soriano
- Mujer de madera (2004-2005) - Mariana Rodríguez
- La fea más bella (2006) - Jacqueline Palacios
- Amor sin maquillaje (2007) - Paula Dávila
- Yo amo a Juan Querendón (2007-2008) - Paula Dávila Escobar
- Una familia con suerte (2011-2012) - Rebeca Treviño Garza de López
- Mentir para vivir (2013) - Oriana Caligaris de Falcón / Inés Valdivia Aresti
- Porque el amor manda (2013) - Rebeca Treviño Garza de López
- Mi corazón es tuyo (2014-2015) - Isabela Vázquez de Castro Velasco[2]
- Mujeres de negro (2016) - Vanessa Leal Riquelme Vda. de Zamora
- Corazón que miente (2016) - Lucía Castellanos Sáenz de Ferrer[3]
- Me declaro culpable (2017-2018) - Alba Castillo Téllez Vda. de Dueñas / Alba Monroy Castillo
- Mi marido tiene más familia (2018) - Rebeca Treviño Garza de López[4]
- Soltero con hijas (2019-2020) - Gabriela García Pérez de Del Paso[5]
- Rubí (2020) - Refugio Ochoa de Pérez[6]
- Si nos dejan (2021) - Alicia Montiel de Carranza[7]
- Vencer la ausencia (2022) - Esther Noriega Luna[8]
- Bocetos (2022)[9]
- Golpe de suerte (2023-2024) - Guadalupe "Lupita" Flores de Pérez[10]
- Juegos de amor y poder (2025) - Inés Avendaño[11]

### Programas
- Mi generación (1997-1998)-Romina
- Big Brother VIP (2004)-Invitada
- Vecinos (2005-2008/2012/2017-presente) - Silvia Olvera
- ¿Es neta, Eva? (2023) - Eva Cordero[12]

### Cine
- Prax: un niño especial (2014) - Ella misma

### Teatro
- Sueños de un seductor (2003)[13]
- Amores mexicanos (2010)[14]
- Mi corazón es tuyo (2015)[15]

## Premios y nominaciones

### Premios TVyNovelas
| Año  | Categoría                          | Programa/Telenovela     | Resultado |
| ---- | ---------------------------------- | ----------------------- | --------- |
| 2003 | Mejor revelación femenina          | Niña amada mía          | Ganadora  |
| 2007 | Mejor estrella femenina de comedia | Vecinos                 | Nominada  |
| 2008 | Mejor actriz protagónica           | Yo amo a Juan Querendón | Nominada  |
| 2012 | Mejor actriz protagónica           | Una familia con suerte  | Nominada  |
| 2014 | Mejor actriz protagónica           | Mentir para vivir       | Nominada  |
| 2015 | Mejor actriz antagónica            | Mi corazón es tuyo      | Nominada  |
| 2017 | Mejor actriz protagónica de serie  | Mujeres de Negro        | Nominada  |